# Sophronica nigroapicalis
Sophronica nigroapicalis är en skalbaggsart som beskrevs av Stefan von Breuning 1940. Sophronica nigroapicalis ingår i släktet Sophronica och familjen långhorningar.
Artens utbredningsområde är:
- Moçambique.
- Zimbabwe.

Inga underarter finns listade i Catalogue of Life.